# Segunda División 2018 (Uruguay)
Het seizoen 2018 van de Segunda División was het 77e seizoen van deze Uruguayaanse voetbalcompetitie op het tweede niveau. De competitie begon op 3 maart en eindigde op 27 oktober 2018.

## Teams
Er namen veertien ploegen deel aan de Segunda División tijdens het seizoen 2018. Drie ploegen waren vorig seizoen vanuit de Primera División gedegradeerd (CA Juventud, Club Plaza Colonia de Deportes en IA Sud América), tien ploegen wisten zich vorig seizoen te handhaven op dit niveau en Albion FC promoveerde vanuit de Segunda División B.
Zij kwamen in de plaats voor de gepromoveerde CA Torque (kampioen), CA Atenas (tweede) en CA Progreso (winnaar play-offs). Huracán FC en Canadian SC degradeerden vorig seizoen naar het derde niveau.
| Club                           | Stad                   | Stadion                                           | Capaciteit | Vorig seizoen |
| ------------------------------ | ---------------------- | ------------------------------------------------- | ---------- | ------------- |
| Albion FC                      | Montevideo             | Estadio Parque Doctor Enrique Falco Lichtemberger | 2.000      | 1e (2ªA)      |
| Central Español FC             | Montevideo             | Estadio Parque Palermo                            | 6.500      | 7e            |
| CS Cerrito                     | Montevideo             | Estadio Parque Maracaná                           | 8.000      | 5e            |
| Cerro Largo FC                 | Melo                   | Estadio Arquitecto Antonio Eleuterio Ubilla       | 10.000     | 4e            |
| Club Deportivo Maldonado       | Maldonado              | Estadio Domingo Burgueño                          | 25.000     | 6e            |
| CA Juventud                    | Las Piedras            | Estadio Parque Artigas                            | 10.000     | 15e (1ª)      |
| CS Miramar Misiones            | Montevideo             | Estadio Parque Luis Méndez Piana                  | 6.500      | 12e           |
| Club Oriental de Football      | La Paz                 | Estadio Eduardo Martinez Monegal (Canelones)      | 6.000      | 15e           |
| Club Plaza Colonia de Deportes | Colonia del Sacramento | Estadio Profesor Alberto Suppici                  | 15.000     | 16e (1ª)      |
| CA Rentistas                   | Montevideo             | Estadio Complejo Rentistas                        | 10.600     | 8e            |
| IA Sud América                 | Montevideo             | Estadio Parque Carlos Ángel Fossa                 | 6.000      | 14e (1ª)      |
| Tacuarembó FC                  | Tacuarembó             | Estadio Ingeniero Raúl Saturnino Goyenola         | 8.000      | 11e           |
| CSD Villa Española             | Montevideo             | Estadio Obdulio Varela                            | 8.000      | 10e           |
| CA Villa Teresa                | Montevideo             | Estadio José Nasazzi                              | 5.002      | 9e            |

## Competitie-opzet
De competitie werd gespeeld van 3 maart tot en met 27 oktober 2018. Alle ploegen speelden tweemaal tegen elkaar. De nummers één, twee en drie promoveerden naar de Primera División.
Degradant CA Juventud stond halverwege de competitie aan kop met 28 punten. Tweede was het eveneens gedegradeerde Club Plaza Colonia de Deportes met 23 punten en Cerro Largo FC stond derde met nog een puntje minder. Met nog drie duels te gaan stonden deze drie ploegen nog steeds op promotie: Juventud had 46 punten, Cerro Largo had 42 punten en Plaza Colonia had 40 punten. CA Villa Teresa (36 punten) was de nummer vier in de stand.
Tijdens de vierentwintigste speelronde wisten Cerro Largo (uit tegen Cerrito) en Plaza Colonia (uit tegen Albion) allebei te winnen. Juventud speelde 1–1 tegen CS Miramar Misiones. Hierdoor veroverde Cerro Largo de koppositie. Omdat Villa Teresa echter verloor, en de andere ploegen die nog kans hadden op promotie ook punten verspeelden, waren Cerro Largo, Juventud en Plaza Colonia op dezelfde dag verzekerd van promotie naar de Primera División. Cerro Largo en Juventud wonnen allebei hun laatste twee wedstrijden; op de slotdag verzekerde Cerro Largo zich hierdoor van de titel.
Juventud en Plaza Colonia keerden na één seizoen afwezigheid weer terug op het hoogste niveau. Voor kampioen Cerro Largo was het van het seizoen 2013/14 geleden dat ze nog in de Primera División speelden.

### Eindstand
|     | Club                           | Sp. | W  | G  | V  | Pnt. | DV | DT | DS  |
| --- | ------------------------------ | --- | -- | -- | -- | ---- | -- | -- | --- |
| 1.  | Cerro Largo FC                 | 26  | 14 | 9  | 3  | 51   | 33 | 16 | +17 |
| 2.  | CA Juventud                    | 26  | 15 | 5  | 6  | 50   | 46 | 24 | +22 |
| 3.  | Club Plaza Colonia de Deportes | 26  | 11 | 11 | 4  | 44   | 35 | 28 | +7  |
| 4.  | CS Cerrito                     | 26  | 10 | 7  | 9  | 37   | 30 | 37 | –7  |
| 5.  | CA Villa Teresa                | 26  | 10 | 6  | 10 | 36   | 39 | 31 | +8  |
| 6.  | Club Deportivo Maldonado       | 26  | 9  | 8  | 9  | 35   | 32 | 27 | +5  |
| 7.  | Tacuarembó FC                  | 26  | 9  | 8  | 9  | 35   | 32 | 28 | +4  |
| 8.  | IA Sud América                 | 26  | 8  | 11 | 7  | 35   | 32 | 30 | +2  |
| 9.  | Central Español FC             | 26  | 8  | 8  | 10 | 32   | 29 | 30 | –1  |
| 10. | CSD Villa Española             | 26  | 7  | 8  | 11 | 29   | 32 | 40 | –8  |
| 11. | Albion FC                      | 26  | 6  | 10 | 10 | 28   | 27 | 36 | –9  |
| 12. | CA Rentistas                   | 26  | 8  | 4  | 14 | 28   | 31 | 43 | –12 |
| 13. | CS Miramar Misiones            | 26  | 5  | 11 | 10 | 26   | 26 | 41 | –15 |
| 14. | Club Oriental de Football      | 26  | 5  | 8  | 13 | 23   | 26 | 39 | –13 |

### Legenda
| Kleur | Kwalificatie voor                 |
| ----- | --------------------------------- |
|       | Promotie naar de Primera División |

## Topscorers
Sebastián Gularte van Tacuarembó FC en Joaquín Zeballos van CA Juventud deelden de topscorerstitel met 13 doelpunten.
| №  | Speler              | Club               | Goals |
| -- | ------------------- | ------------------ | ----- |
| 1. | Sebastián Gularte   | Tacuarembó FC      | 13    |
| 1. | Joaquín Zeballos    | CA Juventud        | 13    |
| 3. | Borys Barone        | Cerro Largo FC     | 9     |
| 3. | Santiago López      | CSD Villa Española | 9     |
| 3. | Maximiliano Silvera | CS Cerrito         | 9     |
| 3. | Marcelo Tapia       | CA Villa Teresa    | 9     |

## Degradatie
Twee ploegen degradeerden naar de Primera División Amateur; dit waren de ploegen die over de laatste twee seizoenen het minste punten had verzameld in de competitie (regulier seizoen). Het aantal behaalde punten werd gedeeld door het aantal gespeelde duels, aangezien niet alle ploegen beide seizoenen in de Segunda División speelden.
|     | Club                           | Sp. | 2017  | 2018 | Tot. | Gem. |
| --- | ------------------------------ | --- | ----- | ---- | ---- | ---- |
| 1.  | CA Juventud                    | 26  | (1ª)  | 50   | 50   | 1,92 |
| 2.  | Cerro Largo FC                 | 54  | 42    | 51   | 93   | 1,72 |
| 3.  | Club Plaza Colonia de Deportes | 26  | (1ª)  | 44   | 44   | 1,69 |
| 4.  | CS Cerrito                     | 54  | 42    | 37   | 79   | 1,46 |
| 5.  | Club Deportivo Maldonado       | 54  | 39    | 35   | 74   | 1,37 |
| 6.  | IA Sud América                 | 26  | (1ª)  | 35   | 35   | 1,35 |
| 7.  | CA Villa Teresa                | 54  | 36    | 36   | 72   | 1,33 |
| 8.  | Central Español FC             | 54  | 39    | 32   | 71   | 1,31 |
| 9.  | Tacuarembó FC                  | 54  | 34    | 35   | 69   | 1,28 |
| 10. | CA Rentistas                   | 54  | 36    | 28   | 64   | 1,19 |
| 11. | CSD Villa Española             | 54  | 35    | 29   | 64   | 1,19 |
| 12. | Albion FC                      | 26  | (2ªB) | 28   | 28   | 1,08 |
| 13. | CS Miramar Misiones            | 54  | 31    | 26   | 57   | 1,06 |
| 14. | Club Oriental de Football      | 54  | 28    | 23   | 51   | 0,94 |

### Legenda
| Kleur | Degradatie naar               |
| ----- | ----------------------------- |
|       | Primera División Amateur 2019 |